# Paulo (hermano de Orestes)
Paulo (en latín: Paulus; muerto el 4 de septiembre de 476) fue un soldado del Imperio romano de Occidente, hermano de Orestes y tío del emperador Rómulo Augústulo.

## Biografía
En agosto de 476, el general bárbaro Odoacro acaudilló a los hérulos, esciros y turcilingos y atacó al emperador. Orestes, el verdadero portador del poder, fue capturado y asesinado en un enfrentamiento cerca de Plasencia el 28 de agosto. Odoacro luego se dirigió hacia Rávena, donde se encontraba la corte imperial de Rómulo bajo la protección de Paulo, quien fue asesinado en el pinar de Classe, a las afueras de la ciudad el 4 de septiembre. Odoacro entró en la capital y depuso a Rómulo, poniendo fin al Imperio romano de Occidente.
El Anónimo Valesiano afirma lacónicamente que Paulo fue asesinado en el bosque de pinos de Classe, sin decir porque estaba fuera de la ciudad bien fortificada. Los historiadores han especulado que había salido a defender la capital o que estaba intentando salir de Rávena, ya que Classe era el puerto de la ciudad. También es posible que tuviera la intención de atacar por la retaguardia a Odoacro con parte de las tropas estacionadas en Rávena, pero había sido tomado por sorpresa por este. La fecha exacta de su asesinato es discutida: el Fasti vindobonenses indica que ocurrió el 4 de septiembre (el día previo a las nonas), mientras que el Auctarium Prosperi Havniense da 1 de agosto (el día previo a las calendas). Generalmente se acepta la primera fecha como la correcta, ya que atravesar el norte de Italia probablemente hubiera requerido más de 2 días.